# Zbudi se
Zbudi se (en español: Despierta) fue la entrada eslovena en el Festival de la Canción de Eurovisión 1997 en Dublín, Irlanda. Cantada en esloveno por Tanja Ribič. La canción es la sexta de la noche, después de Mysterious Woman interpretada por Marc Roberts para Irlanda y antes de Dentro di me interpretada por Barbara Berta para Suiza.
Al final de las votaciones, obtuvo 60 puntos y terminó en el décimo lugar de veinticinco participantes.
La canción fue compuesta por Saša Lošić y escrita por Zoran Predin

## Letras
La canción es una balada de amor. Tanja canta que una niña en un pueblo de campo llora porque aún no ha encontrado al "príncipe encantado" y lo insta a que se despierte y se acerque a ella sola.

## Versiones
Tanja también grabó una versión en inglés de esta canción titulada "Waken now".